# Marat Safin
Marat Safin ( /mɑ.ˈrɑt.ˈsɑ.fən/; n. 27 ianuarie 1980, Moscova, RSFS Rusă, URSS) este un jucător profesionist rus (de origine tătară după numele tatălui său Mikhail) de tenis de câmp, născut la Moscova. A fost pe poziția 1 în ierarhia ATP, timp de 9 săptămâni. A câștigat 15 de titluri la simplu, dintre care 2 în turneele de Mare Șlem la U.S. Open și Australian Open, 5 turnee Masters Series, și 2 titluri la dublu. De asemenea, a câștigat de două ori Cupa Davis în 2002 și 2006 cu echipa Rusiei.
S-a retras din activitate pe 11 novembre 2009, după o înfrângere suferită în fața lui Juan Martín Del Potro, în turul 2 la turneul de la Paris-Bercy. Este unul dintre puținii jucători care au un bilanț pozitiv împotriva lui Pete Sampras (4/3).

## Finale majore

### Finale Grand Slam

#### Simplu: 4 (2 titluri, 2 finale)
| Performanță | Anul | Turneu          | Suprafață | Oponent în finală | Scor în finală        |
| Învingător  | 2000 | US Open         | Dură      | Pete Sampras      | 6–4, 6–3, 6–3         |
| Finalist    | 2002 | Australian Open | Dură      | Thomas Johansson  | 3–6, 6–4, 6–4, 7–6(4) |
| Finalist    | 2004 | Australian Open | Dură      | Roger Federer     | 7–6(3), 6–4, 6–2      |
| Învingător  | 2005 | Australian Open | Dură      | Lleyton Hewitt    | 1–6, 6–3, 6–4, 6–4    |

### Finale Masters Series

#### Simplu: 8 (5 titluri, 3 finale)
| Performanță | Anul | Turneu           | Suprafață     | Oponent în finală  | Scor în finală                |
| Finalist    | 1999 | Paris            | Sintetică (i) | Andre Agassi       | 7–6(1), 6–2, 4–6, 6–4         |
| Finalist    | 2000 | Hamburg          | Zgură         | Gustavo Kuerten    | 6–4, 5–7, 6–4, 5–7, 7–6(3)    |
| Învingător  | 2000 | Canada (Toronto) | Dură          | Harel Levy         | 6–2, 6–3                      |
| Învingător  | 2000 | Paris            | Sintetică (i) | Mark Philippoussis | 3–6, 7–6(7), 6–4, 3–6, 7–6(8) |
| Finalist    | 2002 | Hamburg          | Zgură         | Roger Federer      | 6–1, 6–3, 6–4                 |
| Învingător  | 2002 | Paris            | Sintetică (i) | Lleyton Hewitt     | 7–6(4), 6–0, 6–4              |
| Învingător  | 2004 | Madrid           | Dură (i)      | David Nalbandian   | 6–2, 6–4, 6–3                 |
| Învingător  | 2004 | Paris            | Sintetică (i) | Radek Štěpánek     | 6–3, 7–6(5), 6–3              |